# دلي غردو العليا (مارغون)
دلي غردو العلیا (بالفارسية: دلی گردو علیا) هي قرية تقع في إيران في قسم مارغون الريفي. يقدر عدد سكانها بـ 103 نسمة .